# Білашківська сільська рада (Тальнівський район)
Біла́шківська сільська́ ра́да — адміністративно-територіальна одиниця та орган місцевого самоврядування в Тальнівському районі Черкаської області. Адміністративний центр — село Білашки.

## Загальні відомості
- Населення ради: 1 060 осіб (станом на 2001 рік)

## Населені пункти
Сільській раді були підпорядковані населені пункти:
- с. Білашки
- с-ще Левада

## Склад ради
Рада складалася з 16 депутатів та голови.
- Голова ради: Чмига Любов Степанівна
- Секретар ради: Лаціна Ольга Петрівна

### Керівний склад попередніх скликань
| Прізвище, ім'я, по батькові | Основні відомості                                                                                  | Дата обрання | Дата звільнення |
| --------------------------- | -------------------------------------------------------------------------------------------------- | ------------ | --------------- |
| Циганенко Петро Лукич       | Сільський голова, 1954 року народження, член Народної партії                                       | 26.03.2006   | 31.10.2010      |
| Чмига Любов Степанівна      | Сільський голова, 1952 року народження, освіта вища, член Всеукраїнського об'єднання «Батьківщина» | 31.10.2010   |                 |

Примітка: таблиця складена за даними сайту Верховної Ради України

### Депутати
За результатами місцевих виборів 2010 року депутатами ради стали:

#### За суб'єктами висування
| Суб'єкт висування           | Кількість обраних депутатів | %    |
| --------------------------- | --------------------------- | ---- |
| Самовисування               | 13                          | 81,3 |
| Партія регіонів             | 2                           | 12,5 |
| Комуністична партія України | 1                           | 6,3  |

#### За округами
| № округу                    | Прізвище, ім'я, по батькові     | Дата визнання обраним | Освіта             | Партійна приналежність                        | Відомості про обраного депутата                          |
| --------------------------- | ------------------------------- | --------------------- | ------------------ | --------------------------------------------- | -------------------------------------------------------- |
| Комуністична партія України |                                 |                       |                    |                                               |                                                          |
| 2                           | Макодзеба Володимир Ілліч       | 03.11.2010            | середня спеціальна | член Комуністичної партії України             | пенсіонер                                                |
| Партія регіонів             |                                 |                       |                    |                                               |                                                          |
| 14                          | Созонік Тетяна Григорівна       | 03.11.2010            | середня спеціальна | член Партії регіонів                          | фельдшерсько-акушерський пункт с. Білашки, завідувачка   |
| 15                          | Ребрина Олена Олександрівна     | 03.11.2010            | середня спеціальна | позапартійна                                  | Білашківська сільська рада, бухгалтер дошкільних установ |
| Самовисування               |                                 |                       |                    |                                               |                                                          |
| 1                           | Кугай Лідія Федорівна           | 03.11.2010            | середня спеціальна | член Всеукраїнського об'єднання «Батьківщина» | Білашківська сільська рада, касир                        |
| 3                           | Кириленко Наталія Юріївна       | 29.07.2013            | вища               | член Партії регіонів                          | Білашківська сільська рада, секретар                     |
| 4                           | Галіцька Галина Миколаївна      | 03.11.2010            | середня спеціальна | член Народної партії                          | ВАТ «Промінь», касир                                     |
| 5                           | Острань Микола Тихонович        | 03.11.2010            | середня спеціальна | член Народної партії                          | ВАТ «Промінь», постачальник                              |
| 6                           | Лаціна Ольга Петрівна           | 03.11.2010            | незакінчена вища   | член Народної партії                          | Білашківська сільська рада, секретар                     |
| 7                           | Харенко Галина Василівна        | 03.11.2010            | вища               | позапартійна                                  | Тальнівська загальноосвітня школа № 2, вчитель           |
| 8                           | Галіцький Олександр Петрович    | 03.11.2010            | середня спеціальна | член Народної партії                          | Білашківська сільська рада, бухгалтер                    |
| 9                           | Мочалка Валентина Олександрівна | 03.11.2010            | вища               | позапартійна                                  | Тальнівський районна СЕС, помічник санітарного лікаря    |
| 10                          | Саєнко Ольга Степанівна         | 03.11.2010            | вища               | член Народної партії                          | Білашківська загальноосвітня школа, вчитель              |
| 11                          | Шкода Тетяна Миколаївна         | 03.11.2010            | середня спеціальна | член Народної партії                          | Білашківська середня школа, кухар                        |
| 12                          | Вергеліс Петро Афанасійович     | 03.11.2010            | середня спеціальна | позапартійний                                 | пенсіонер                                                |
| 13                          | Устиченко Катерина Миколаївна   | 03.11.2010            | середня спеціальна | позапартійна                                  | Білашківська сільська рада, землевпорядник               |
| 16                          | Коньков Юрій Борисович          | 03.11.2010            | середня спеціальна | позапартійний                                 | пенсіонер                                                |